# Lorraine, Kansas
Lorraine là một thành phố thuộc quận Ellsworth, tiểu bang Kansas, Hoa Kỳ. Năm 2010, dân số của xã này là 138 người.

## Dân số
Dân số các năm:
- Năm 2000: 136 người
- Năm 2010: 138 người